# Kostnica
Kostnica je prostor ali stavba za shranjevanje kosti iz prekopanih grobov.
Arhitekturni primer takšne zgradbe je italijanska kostnica nad Kobaridom, v kateri je pokopanih 5266 znanih in 1748 neznanih italijanskih vojakov, padlih med prvo svetovno vojno na soški fronti. Posmrtne ostanke vojakov so iz okoliških vojaških pokopališč v kostnico prenesli leta 1935, leta 1938 pa je bila dograjena. Stoji na Gradiču okoli cerkve svetega Antona. Njen arhitekt je Giovani Grappi, otvoril pa jo je Benito Mussolini. 
Znana je tudi niška Ćele kula, zgrajena iz lobanj srbskih upornikov, pobitih med prvo srbsko vstajo leta 1809.

## Kostnice v Sloveniji
- Italijanska kostnica nad Kobaridom
- Kostnica (Libeliče)
- Nemška kostnica (Tolmin)
- Kostnica sv. Mihaela, Jareninski Dol
- Kostnica žrtev 1. svetovne vojne, Ljubljana
- Kostnica s spomenikom (Dražgoše)
- Kostnica Svetega Mihaela, Gorenji Mokronog